# 長崎抜天
長崎 抜天（ながさき ばってん、1904年4月1日 - 1981年1月3日）は、日本の漫画家である。戦後、ラジオの人気番組『とんち教室』（NHK）でのレギュラー出演で広く知られる。本名は繁吉（-しげきち）。

## 人物・来歴
1904年（明治37年）4月1日、東京市芝区新橋（現在の東京都港区新橋）に長崎繁吉として生まれる。「日本近代漫画の祖」と呼ばれる北澤楽天に師事した。
1924年（大正13年）、20歳のころ、日刊新聞「時事新報」（福澤諭吉創刊）に「漫画記者」として入社した。北澤楽天、保積稲天とともに「三天」と呼ばれた。子ども向けの漫画『ピー坊物語』や『ソコヌケドンチャン』を連載した。
1949年（昭和24年）1月、NHKラジオで『とんち教室』が放送開始、1969年（昭和44年）の放送終了まで、「長崎生徒」としてレギュラー出演をした。また1954年（昭和29年）に同番組に取材したコメディ映画『爆笑天国とんち教室』（監督渡辺邦男）を東映東京撮影所が製作、柔道家の石黒敬七らレギュラー陣とともに出演した。
1954年12月14日、「ゆうもあくらぶ」の設立に参加、賛同者は徳川夢声、石黒敬七、石田博英、江崎真澄、水谷八重子、春風亭柳橋、高橋掬太郎、宮田重雄、田河水泡、田村泰次郎、昔々亭桃太郎、榎本健一、松田トシ、並木一路、松内則三、古賀政男、内海突破ら47人。同日日比谷公会堂で発会式を行った。長崎はのちに同クラブの理事長を歴任した。
1966年（昭和41年）、永年の『とんち教室』出演の功とラジオ番組『喫煙室』の台本等で、第17回「NHK放送文化賞」（昭和40年度）を受賞した。
1981年（昭和56年）1月3日に死去。満76歳没。

## 主な作品
- 『ひとり娘のひね子さん』（『時事新報』連載、1924年 - 1925年）
- 『ピー坊物語』（『時事新報』）
- 『底抜けドンちゃん』（『ソコヌケドンチャン』、『時事新報』）
- 『とんだはね子』（『時事漫画』1930年頃）[8]
- 『ケン六マンガ日記』（『少國民の友』、小学館）
- 『ハテナの半ちゃん』（『少國民の友』、小学館）
- 『マメ子ハト坊』（東京漫画出版社、1950年）[9]
- 『絵本明治風物詩』、東京書房社、1971年
- 北沢楽天『楽天漫画集大成』、北沢楽天顕彰会、1973年 - 1976年 - 編集

## 関連事項
- 木村光久 - 弟子
- マジックインキ

## 註
1. ↑  ぬきてん、は間違い
2. 1 2 3 4 5 6 7  京都国際マンガミュージアム公式サイト内の「『ひとり娘のひね子さん』が記録した世界展[リンク切れ]」の項の記述を参照。
3. 1 2 3  コトバンクサイト内の記事「長崎抜天」の記述を参照。
4. ↑  鳩山町教育委員会 編『保積稲天の世界 鳩山町町制施行20周年記念事業』鳩山町教育委員会、2002年11月9日。 NCID BB08167146。
5. ↑  「とんち教室」の項の記述を参照。
6. ↑  #外部リンクのキネマ旬報映画データベース「とんち教室」の項を参照。
7. ↑  日本放送協会公式サイト内の「放送文化賞」の項の記述を参照。
8. ↑  “大マンガラクタ館vol.8”. kyotomm.jp.  京都国際マンガミュージアム. 2024年10月22日閲覧。
9. ↑  “国立国会図書館デジタルコレクション”. dl.ndl.go.jp. 2025年3月9日閲覧。